# Muriel Valtat
 (juillet 2014).
Si vous disposez d'ouvrages ou d'articles de référence ou si vous connaissez des sites web de qualité traitant du thème abordé ici, merci de compléter l'article en donnant les références utiles à sa vérifiabilité et en les liant à la section « Notes et références ».
 (juillet 2014).
- Si vous ne connaissez pas le sujet, laissez ce bandeau (vous pouvez alors contacter les auteurs).
- Si vous supprimez le contenu mis en cause (vous pouvez préalablement contacter les auteurs),

argumentez précisément cette suppression dans la page de discussion
(un manque de référence n'est pas un argument ; une recherche réelle de référence doit avoir été effectuée, être formellement documentée).
Muriel Valtat, née à Paris, est une danseuse étoile, chorégraphe et metteur en scène française, enseignante à l'École supérieure de ballet du Québec (Canada).

## Biographie
Née à Paris, dans une famille originaire de la Bourgogne et du Pays basque, Muriel Valtat est l'élève d'Yvonne Cartier jusqu'à l'âge de 16 ans[Quand ?] à Paris. Elle remporte plusieurs concours dont la scène française, la Philis Bedells bursary et The Adeline Genée (médaille de bronze) du Royal Academy of Dancing et le Prix de Lausanne (prix professionnel). Elle est diplômée du Royal Ballet School. Après l'obtention de son diplôme, elle intègre  la compagnie du Royal Ballet en 1985 et y enseigne également. Elle danse et part en tournées internationales avec le Ballet national du Canada et le Scottish Ballet. En 1991, elle entre au Royal Ballet, associé au Royal Academy of Dance, et y devient danseuse étoile en 1993. Elle a dansé notamment avec Leslie Collier, Anthony Dowell, Sylvie Guillem, Natalia Makarova, Irek Moukhamedov, Lynn Seymour, Antoinette Sibley, Ghislaine Thesmar, Violette Verdy et Peter Wright.
Professeure diplômée de The Imperial Society of Teachers of Dancing, elle enseigne à l'École supérieure de ballet du Québec. Aujourd'hui mère de famille, elle y enseigne le ballet depuis 2004.

## Répertoire
- 1994 : Mayerling (rôle de princesse Valérie)
- 1994 : Le Lac des cygnes, production Antony Dowell, à Washington, le 6 avril 1994
- 2001 : Casse-Noisette (rôle de la grand-mère), Royal Opera House, Covent Garden Londres, 21 décembre
- Cendrillon
- Œuvres de Frederick Ashton
- Œuvres de Kenneth MacMillan
- Sur des chorégraphies de George Balanchine, Auguste Bournonville, Michel Fokine, William Forsythe, Jerome Robbins, Antony Tudor[4]

## Récompenses
- 1976 : 1re mention, La Scène française, danse de caractère, 21 et 22 février
- Diplôme de la Royal Academy of Dance
- 1982 : 1er prix d'excellence, danse classique (27 et 28 février), La Scène française
- 1982 : prix Hamon-Privat, La Scène française, prix spéciaux
- 1982 : bourse Phyllis Bedells[2].
- 1982-1983 : médaille de bronze de l'Adeline Genée
- 1984 : prix de Lausanne
- 2003 : professeur diplômé de l'Imperior Society of Teachers of Dancing, avec mention